# Pogoniani
Pogoniani (in greco Πωγωνιανή?, in albanese Voshtinë) è una ex comunità della Grecia nella periferia dell'Epiro (unità periferica di Giannina) con 880 abitanti secondo i dati del censimento 2001.
È stata soppressa a seguito della riforma amministrativa, detta Programma Callicrate, in vigore dal gennaio 2011 ed è ora compresa nel comune di Pogoni.
È noto per aver dato i natali all'attuale Presidente della Repubblica Greca, Karolos Papoulias.